# Chiton torrianus
Chiton torrianus är en blötdjursart som beskrevs av Hedley och Hull 1910. Chiton torrianus ingår i släktet Chiton och familjen Chitonidae. Inga underarter finns listade i Catalogue of Life.